# Cuza Vodă (okręg Konstanca)
Cuza Vodă – wieś w Rumunii, w okręgu Konstanca, w gminie Cuza Vodă. W 2011 roku liczyła 3586 mieszkańców.